# 인간의 음경
인간의 음경(영어: Human penis)은 고환과 더불어 남성의 생식 기관을 구성하는 중요한 신체기관이다. 옥경(玉莖), 양경(陽莖), 경물(莖物), 남근(男根), 자지, 고추 등으로 부르며 사람의 음경의 내부는 뼈가 없으며, 해면체라 불리는 조직으로 이루어져 있다.
음경골(陰莖骨)이라는 말이 있으나 사람의 음경의 내부는 뼈가 없으며, 해면체라 불리는 조직으로 이루어져 있다. 이곳에 혈액이 차서 발기하게 되면 음경은 평소 크기의 1.5배 ~ 2배 가량으로 커지면서 딱딱하게 굳어진다. 이는 성교를 위해 여성의 질로 삽입하는 것이 가능하다는 의미이다.
남성의 음경은 해면체 조직으로 되어 있다고는 하나 일반적으로 생각하는 것처럼 단순하지 않으며, 상상 외로 복잡하고 미묘한 신체기관이다. 따라서 여성상위의 성교 체위를 시도하는 경우 자칫하면 뼈가 부러지듯 음경이 부러지는 '음경골절(陰莖骨折)'의 부상을 입을 수도 있고 심한 경우 남성이 성적으로 불구가 되는 수도 있다.
일부 동물은 음경골을 가지고 있다고 한다.
음경 크기 측정은 발기된 때 길이나 굵기로 평가하는데 귀두 부위를 잡아 당겨 음경의 위쪽을 따라 치골에서 귀두의 끝까지 길이를 말한다.

## 구조
- 음경: 음경의 내부에는 뼈가 없고 해면체라는 조직으로 이루어져 있다. 음경 해면체에 혈액이 차서 발기가 되면 크기가 커지면서 딱딱하게 굳어져 성교가 가능하게 된다. 요도 해면체 안쪽으로 요도가 있으며, 끝에는 귀두가 있다. 음경의 피부는 피하지방이 거의 없어 매우 얇고 귀두 중심으로는 주름이 형성되어 있다.
- 귀두: 음경의 끝에는 귀두가 있다. 귀두는 말초신경이 집중돼 있어 민감하지만 끝부분은 무딘 편이다. 귀두를 둘러싼 가장자리에는 띠를 두른 것 같은 귀두관(Corona of glans penise)이 있다. 귀두관 뒤로 가늘게 잘록해지는 부분을 귀두경이라 한다.귀두에는 모세혈관의 분포가 많아 발기시 혈류가 증가하고 귀두가 팽창한다.
- 음경소대(Frenulum of prepuce of penis/포피소대): 귀두와 음경이 이어지는 부분은 '음경소대(포피소대)'라고 불린다. 포피소대(음경소대, Frenulum)는 귀두 밑에 위치하는 v자형 고도의 성감대로 귀두와 포피를 연결해주며 포피가 수축해 귀두를 덮게 돕는다. 소대가 발달할수록 성관계나 자위행위 시 손상가능성이 높다. 소대는 음경의 다른 부위에 비해 2배 정도 신경이 발달해 지나치게 크면 조루증상을 보일 수 있다. 발기했을 때 성기가 휘는 ‘음경만곡증’을 유발할 수도 있다.
- 요도: 소변과 정액이 방출되는 미세관. 남성의 요도는 약 20cm 정도이다. 남성의 요도는 전립선 요도와 막성 요도를 포함한 뒤 요도와 망울 요도와 음경 요도를 포함한 앞 요도로 구성된다. 남성의 요도는 소변을 배출하는 기능과 함께 정액을 사출하는 생식기계의 역할 또한 함께 한다. 그러나 소변과 정자를 동시에 통과시키지 않기 때문에 사정이 일어나 정자가 사정관에서 전립선 요도로 들어가게 되면 방광괄약근이 수축하게 되어 소변이 요도로 들어가지 못하고 동시에 정자가 방광으로 들어가지 못하게 되어 두가지의 기능이 협응을 이루어 작동하게 된다.
- 연결된 기관: 음경은 음낭으로 싸인 고환, 부고환과 연결되어 있으며 내부에서 수정관이 요도와 연결되어 있다. 보다 깊은 곳에는 쿠퍼샘, 전립샘과 연결되어 있으며 또한 방광으로 요도가 연결되어 있다.

## 발기
음경에 혈액이 모이게 되며 음경 해면체가 부풀어 오르면서 음경 전체가 평소 크기보다 훨씬 커지게 된다. 일반적으로 성적 욕구가 해소되거나 사라지면 해면체에서 혈액이 빠져 나가며 발기 상태가 사그라든다. 성교에 의한 발기는 일반적으로 심인성과 반사적 발기가 동시에 이루어지는 경우이다. 몸의 건강 상태나 심적 스트레스에 따라 발기를 하거나 발기를 유지하는 것이 힘들 때도 있다. 한국 남성의 발기된 음경의 평균 길이는 12~14cm 정도이며 개인 편차가 크다.
심리적 요인에 의해서도 이뤄지며, 성적 자극을 상상하는 것만으로도 발기할 수 있다. 내분비계의 호르몬 분비로 이루어진다. 잠을 자는 동안 렘 수면 시간 동안 본인의 의사와 상관 없이 발기한다. 정상의 경우 남성은 3~4 회 정도 발기하고 10~20분 정도 발기 상태를 유지한다. 어떤 사람들은 가끔 발기 상태가 지속되는 경우도 있다. 비아그라, 레비트라와 같은 실데나필계 약물은 부수적 작용으로 발기를 일으킨다.

## 사정
남성이 충분한 자극을 받으면 사정을 하게 된다. 이때 교감신경계의 통제로 정자가 들어있는 정액이 생성된다. 정액은 규칙적인 수축에 따라 요도를 따라 분출한다. 이러한 수축은 남성 오르가즘의 일환이다. 음부 신경(pudendal nerve)을 통하여 척추 신경 S2-4의 단계에서 심부건 반사(spinal reflex)의 통제로 망울해면체근(bulbospongiosus muscle)이 수축 활동을 한다. 일반적인 남성의 오르가슴은 17초 정도 지속되지만, 몇 초에서 1분까지 차이가 있다.

## 질병
- 발기부전: 발기가 잘 안 되거나 전혀 안 되는 상태를 말하며 다양한 요인에 기인한다. 특히 나이가 많을수록 발생빈도가 높아지며 성생활을 어렵게 만든다. 현재 비아그라 등 발기부전 환자를 위한 발기유도약이 개발되어 있다.
- 요도 감염증: 남성은 요도가 길기 때문에 요로감염이 잘 걸리지 않지만 위생상태가 적절하지 못한 것 등의 이유가 있는 경우 요로감염이 생길 수 있다.
- 음경 골절(음경절증): 남성의 음경은 단순한 해면체 조직이 아니라 무척 예민하고 복잡한 신체기관으로서, 최근 한국에서도 급증하는 추세인 여성상위의 성교 체위를 시도하는 경우 자칫하면 뼈가 부러지듯 음경이 뚝 하고 부러지는 '음경골절(陰莖骨折: Penile fracture)'의 부상을 입을 수도 있다. 심한 경우 남성은 영원히 성적(性的)으로 불구가 되는 수도 있다.
- 진주양구진: 귀두와 음경 사이 귀두 테두리 부근에 좁쌀보다 작은 정도의 일정한 크기로 하얀 색으로 오돌토돌하게 돋아나는 것이다. 비슷한 증상으로는 곤지름이 있지만, 곤지름의 경우 전염성이 있으며, 방치하면 급속도로 숫자가 늘어나고, 돋아나는 것의 크기가 일정치 아니하고, 색깔이 갈색, 검은색, 흰색 등 매우 다양하다. 반면, 진주양구진은 방치한다해도 딱히 늘어나거나 하지는 않으며, 크기가 일정하고 투명한 감이 있는 흰색을 띈다. 전염성도 없어서 비뇨기과에 가면 딱히 제거할 필요가 없다 또한 남성의 40%가 가진 정상적인 변이이다.

## 같이 보기
- 할례
- 자위행위
- 자지
- 성교
- 귀두
- 발기
- 음모
- 음낭